# Stefan Đurić
Pour les articles homonymes, voir Đurić.
Stefan Đurić ou Djuric, en serbe en écriture cyrillique : Стефан Ђурић, est un joueur d'échecs yougoslave puis serbe,  né le 26 juillet 1955 à Belgrade en Yougoslavie, grand maître international  depuis 1982.

## Biographie et carrière
Il participe notamment au championnat individuel de Yougoslavie en 1984 (8 points sur 16) et 1985 (11½ points sur 17), et au championnat d’Europe par équipe de Plovdiv, en 1983 (médaille d'argent par équipe et médaille d'or individuelle) et 1989 (médaille d'argent par équipe), à l'Olympiade de Novi Sad en 1990 dans l'équipe 3 de Yougoslavie et à l'olympiade de 1996 avec l’équipe première de Yougoslavie. Il a désormais la nationalité serbe.